# 애피언 웨이 프로덕션스
애피언 웨이 프로덕션스(영어: Appian Way Productions)는 레오나르도 디카프리오가 설립한 미국의 영화 제작사이다. 캘리포니아주, 웨스트할리우드에 위치해 있다.

## 제작 목록

### 영화
- 대통령을 죽여라 (The Assassination of Richard Nixon, 2004)
- 에비에이터 (2004)
- 가드너 오브 에덴 (2007)
- 11번째 시간 (2007)
- 오펀: 천사의 비밀 (2009)
- 제리 (2009)
- 셔터 아일랜드 (2010)
- 레드 라이딩 후드 (2011)
- 디태치먼트 (2011)
- 히든카드 (Runner Runner, 2013)
- 아웃 오브 더 퍼니스 (2013)
- 더 울프 오브 월 스트리트 (2013)
- 레버넌트: 죽음에서 돌아온 자 (2015)
- 리브 바이 나이트 (2017)

### 텔레비전
- 그린스버그 (2008-10)